# ریشه‌ها
ریشه‌ها: حماسهٔ یک خانوادهٔ آمریکایی (به انگلیسی: Roots: The Saga of an American Family) کتابی نوشتهٔ آلکس هیلی، نویسندهٔ معاصر آمریکایی است. او در این داستان، زندگی خانواده و نیاکانش را به تصویر می‌کشد. پیام محوریِ این داستان، وضعیت نابسامان آمریکاییان آفریقایی‌تبار و بیان رنج‌ها و کاستی‌های زندگی ایشان در دوران برده‌داری و پس از آن است. در نگاهی دقیق‌تر، نویسنده به شناساندن مفاهیم تبعیض نژادی، بردگی، بیگاری و زیر تملک دیگران بودن می‌پردازد و آن را محکوم می‌کند.

## خلاصه داستان
این نیمه‌مستند، که به شکل رمان نوشته شده و بیانی واقع‌گرایانه دارد، با زایش قهرمان اصلی داستان کونتا کینته در دهکده‌ای مسلمان و در باختر قاره آفریقا آغاز می‌شود. او با فرهنگ سنتی رشد می‌کند و زندگی آرام و بی‌دغدغه‌ای را به همراه خانواده و قبیله‌اش می‌گذرانَد. اما تراژدی از جایی آغاز می‌شود که بازرگانانِ برده، او را غافلگیر می‌کنند و می‌ربایند. او به همراه عده‌ای دیگر در بدترین وضع با کشتی‌های تجارتِ برده به آمریکا برده می‌شود و به فروش می‌رسد. «کونتا کینته» در آمریکا متحمل رنج‌های بسیاری می‌شود. او که تا پیش از این آزاد و شرافتمندانه زندگی کرده‌است، باید صبح تا شام عرق بریزد و کار کند و ناظر تصاحب دسترنجش به دست دیگران باشد. او در آغاز زبان انگلیسی نمی‌داند و به سایر بردگان سیاه، با نظر تحقیر روبه‌رو می‌شود و ازاین‌رو همه از او کناره می‌گیرند. او که مسلمانی باورمند و مقید است، عقیده دارد که این بردگان از اصل و ریشهٔ خویش فاصله گرفته و سرسپردهٔ سفیدپوستان شده‌اند، اما به‌تدریج زبان انگلیسی را می‌آموزد و درمی‌یابد که اینان هرگز در آفریقا نبوده‌اند و برده زاده شده‌اند. هم‌چنین، می‌فهمد که این بردگان هرگز از وضع خود راضی نیستند و گاه‌گاهی هم به فرار یا حتی به شورش فکر می‌کنند، بدین ترتیب، با آنان احساس هم‌دردی می‌کند. اما هرگز از اعتقادات خود برنمی‌گردد و پیوسته تلاش می‌کند آفریقایی‌تباران را با میراث خویش آشنا سازد. او سرانجام ازدواج می‌کند، صاحب فرزندی می‌شود، و داستان همین‌گونه ادامه می‌یابد تا به خود نویسنده می‌رسد. این داستان از دیدگاه تاریخی، بیانگر رویداد جنگ‌های استقلال و تأسیس ایالات متحدهٔ آمریکا، شورش‌های بردگان، جنگ داخلی، و لغو برده‌داری است.
آلکس هیلی در بخش‌های پایانیِ کتاب، به ذکرِ شرح‌حال مختصری از خویش می‌پردازد، از چگونگی دستیابی‌اش به شرح‌حال قهرمانان داستان سخن می‌گوید، و از انگیزه‌هایش برای نوشتن زندگی‌نامهٔ خانواده و نیاکانش پرده برمی‌دارد.

## شخصیت‌ها
- کونتا کینته - قهرمان اصلی داستان، که در قبیلهٔ مندینکا و در گامبیای امروزی زاده شده و رشد می‌کند. بازرگانان برده او را می‌دزدند و به آمریکا می‌برند و به فروش می‌رسانند. او در آمریکا «توبی» نامیده می‌شود.
- اومورو کینته - پدر کونتا
- لامین کینته - برادر کونتا
- بینتا - مادر کونتا
- الکالا
- آرافانگ
- ارباب جان والر - نخستین ارباب کونتا
- دکتر ویلیام والر - ارباب پزشک، برادر جان والر که کونتا را درمان می‌کند و از برادرش می‌خرد.
- بل والر-برده و آشپز دکتر والر که با کونتا ازدواج می‌کند.
- ویلن زن-برده‌ای دورگه، متعلق به دکتر والر که اربابش به او اجازه داده تا در جشن‌ها و مهمانی‌ها بنوازد و با پولی که به دست می‌آورد آزادی‌اش را بخرد. هر چند که موفق به این کار نمی‌شود.
- باغبان-برده‌ای مسن که در باغ دکتر والر باغبانی می‌کند.
- کیزی والر-دختر کونتا کینته و بل والر
- ارباب تام لی-ارباب جدید کیزی که فردی جانورصفت بود.
- جرج لی (جرج خروسه)-پسر کیزی و ارباب لی.
- ماتیلدا-همسر جرج لی
- تام موری-یکی از فرزندان پسر جورج لی و ماتیلدا
- ایرن-همسر تام موری
- سینتیا-دختر و کوچک‌ترین فرزند تام موری و ایرن
- برتا-یکی از فرزندان دختر سینتیا، مادر آلکس هیلی
- پروفسور سایمون الکساندر هیلی-استاد دانشگاه، همسر برتا و پدر آلکس هیلی.
- آلکس هیلی-نویسنده کتاب، نواده ششم کونتا کینته.

## مجموعهٔ تلویزیونیِریشه‌ها
استن مارگولایز، تهیه‌کننده، و چهار تن از کارگردانان آمریکایی بر اساس متن داستان، سریالی ساختند که در ژانویهٔ ۱۹۷۷ در شبکهٔ ای.بی.سی‏ (ABC) آمریکا به نمایش درآمد. در فیلم‌نامهٔ این سریال، نام خانوادگی افراد تغییر داده شده‌است. لوار بارتون در این سریال در نقش کونتا کینته بازی کرده‌است.
سریال تلویزیونیِ ریشه‌ها زندگی خانوادهٔ آلکس هیلی را تا زمان جنگ داخلی آمریکا نشان می‌دهد. علاوه بر آن، سریال تلویزیونی دیگری به نام ریشه‌ها: نسل‌های بعدی نیز بر اساس نوشته‌های آلکس هیلی و با همکاری وی تهیه شده‌است که به وقایع خانوادهٔ نویسنده، بعد از جنگ داخلی آمریکا می‌پردازد.